# Conospermum eatoniae
Conospermum eatoniae là một loài thực vật có hoa trong họ Quắn hoa. Loài này được Pritz. ex Diels & Pritz. miêu tả khoa học đầu tiên năm 1904.